# Julian Schwinger
Pour les articles homonymes, voir Schwinger.
Julian Seymour Schwinger (12 février 1918 - 16 juillet 1994) est un physicien américain. Il formule la théorie de la renormalisation et décrit un phénomène de paire d'électron-positron connu sous le nom d'effet Schwinger (en). Il partage avec Sin-Itiro Tomonaga et Richard Feynman le prix Nobel de physique de 1965 « pour leurs travaux fondamentaux en électrodynamique quantique, ce qui a amené de profondes conséquences à la physique des particules élémentaires ».

## Biographie
Schwinger est né à New York dans une famille juive originaire de Pologne. Il écrit sa première publication scientifique à l'âge de 16 ans et obtient son doctorat à l'université Columbia, où il a comme professeur Isidor Isaac Rabi, en 1939. Il travaille à l'université de Californie à Berkeley, puis est nommé à l'université Purdue.
Durant la Seconde Guerre mondiale, il travaille au laboratoire des rayonnements du Massachusetts Institute of Technology, fournissant un support théorique pour le développement des radars. Il essaye d'appliquer ses connaissances en physique nucléaire aux problèmes électromagnétiques, et arriva à des résultats. C'est ainsi que Schwinger commence à utiliser sa compréhension des radiations en physique quantique.
Après la guerre, Schwinger quitte Purdue pour l'université Harvard, où il enseigna de 1945 à 1974. Durant ce temps, il développa le concept de renormalisation, qui explique le décalage de Lamb dans le champ magnétique d'un électron. Il a également réalisé que les neutrinos devaient apparaître en de multiples variétés, associés aux leptons (électrons et muons).
Dans la suite de sa carrière, insatisfait devant la complexité croissante de la physique des particules, Schwinger développe la théorie des sources, traitant des gravitons, photons et autres particules de manière uniforme.
Schwinger quitte Harvard en 1974 pour l'université de Californie, à Los Angeles, où il continue son travail sur la théorie des sources.
À partir de 1989, Schwinger s'est vivement intéressé à la recherche non conventionnelle sur la fusion froide. Il a écrit huit articles théoriques à ce sujet. Il a démissionné de l'American Physical Society après son refus de publier ses articles. Il a estimé que la recherche sur la fusion froide était supprimée et que la liberté académique était violée, écrivant : « La pression pour la conformité est énorme. J'en ai fait l'expérience dans le rejet par les rédacteurs en chef des articles soumis, sur la base de critiques venimeuses de réviseurs anonymes. Le remplacement de l'examen impartial par la censure sera la mort de la science. »
Il est enterré au cimetière de Mount Auburn à Cambridge au Massachusetts.